# Изпит
Изпитът е вид проверка, целяща да установи нивото на овладяване на знанията по определен предмет. Изпитите могат да бъдат устни и писмени. Провеждат се от назначена специална комисия, въз основа на предварително подготвени теми. Темите съдържат въпроси, обхващащи изучения материал, обект на проверката.